# 富加駅
富加駅（とみかえき）は、岐阜県加茂郡富加町羽生にある、長良川鉄道越美南線の駅である。駅番号は3。

## 歴史
当駅の所在は富加町であるが、ホーム西半分は美濃加茂市加茂野町（←加茂野村）に掛かっていることから、開業時の駅名は加茂野駅（かものえき）であった。
長良川鉄道転換時に隣駅の加茂野口駅を加茂野駅と改称したことにより、当駅は町名から富加駅と改称されて現在に至っている。

### 年表
- 1923年（大正12年）10月5日：鉄道省越美南線美濃太田駅 - 美濃町駅（現・美濃市駅）間開通時に加茂野駅（かものえき）として開設[1]。旅客・貨物取扱開始[2]。
- 1962年（昭和37年）11月29日：車扱貨物取扱廃止[3]。
- 1963年（昭和38年）1月1日：貨物取扱中止。
- 1974年（昭和49年）
  - 10月1日：貨物取扱廃止[1][2]。
  - 12月1日：業務委託駅化。
- 1985年（昭和60年）4月1日：簡易委託駅化[4][5]。
- 1986年（昭和61年）12月11日：越美南線が長良川鉄道へ転換、同社の駅となる[1]。同時に富加駅（とみかえき）に改称[1]。加茂野口駅は、加茂野駅に改称[1]。

## 駅構造
相対式ホーム2面2線を有する地上駅。木造駅舎を備える。両ホームは構内踏切で連絡している。下りホーム中央付近に待合室が設置されている。以前は駅員が配置されていた。
駅舎には以前、喫茶店がテナントとして入っていたが、2014年（平成26年）現在は会計事務所が入っており、切符発売等の駅業務は会計事務所に委託されている簡易委託駅である。駅窓口は駅構内上りホームにあり、駅舎内の改札窓口は塞がれている。
当駅にはトイレ・駐車場・駐輪場が設置されており、駅前には公園も整備されている。

### のりば
| ホーム | 路線      | 行先                           |
| ------ | --------- | ------------------------------ |
| 駅舎側 | ■越美南線 | 美濃太田方面                   |
| 反対側 | ■越美南線 | 関・美濃市・郡上八幡・北濃方面 |

付記事項
- 案内上ののりば番号は割当てられていない。
- 場内・出発の各信号機は「行先」と記した方にしか設置されていないため、逆方向への出発は不可。当駅には長良川鉄道で唯一スプリングポイントが設置されている。

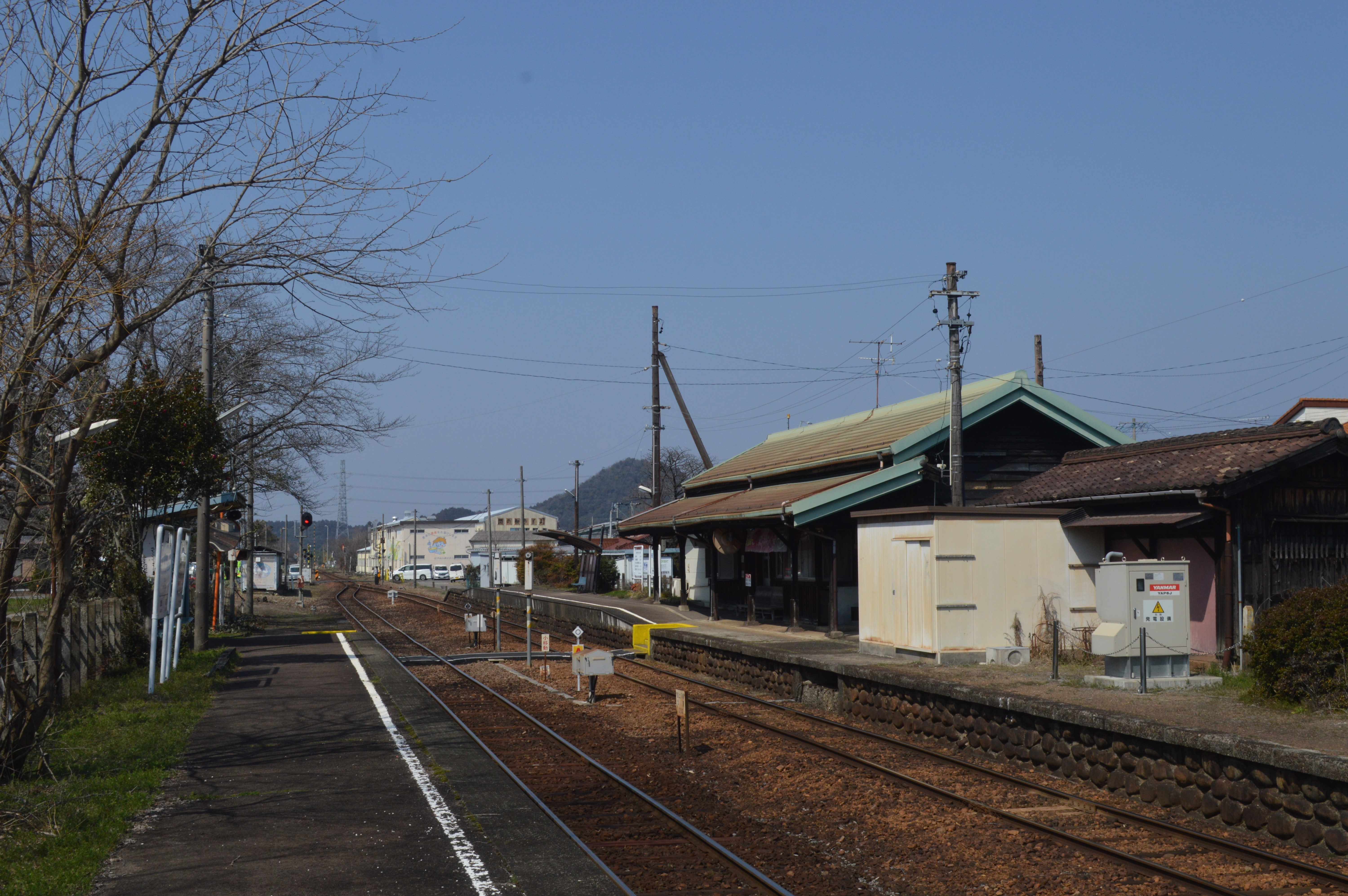
駅構内の様子（関方向を見る）（2024年3月）
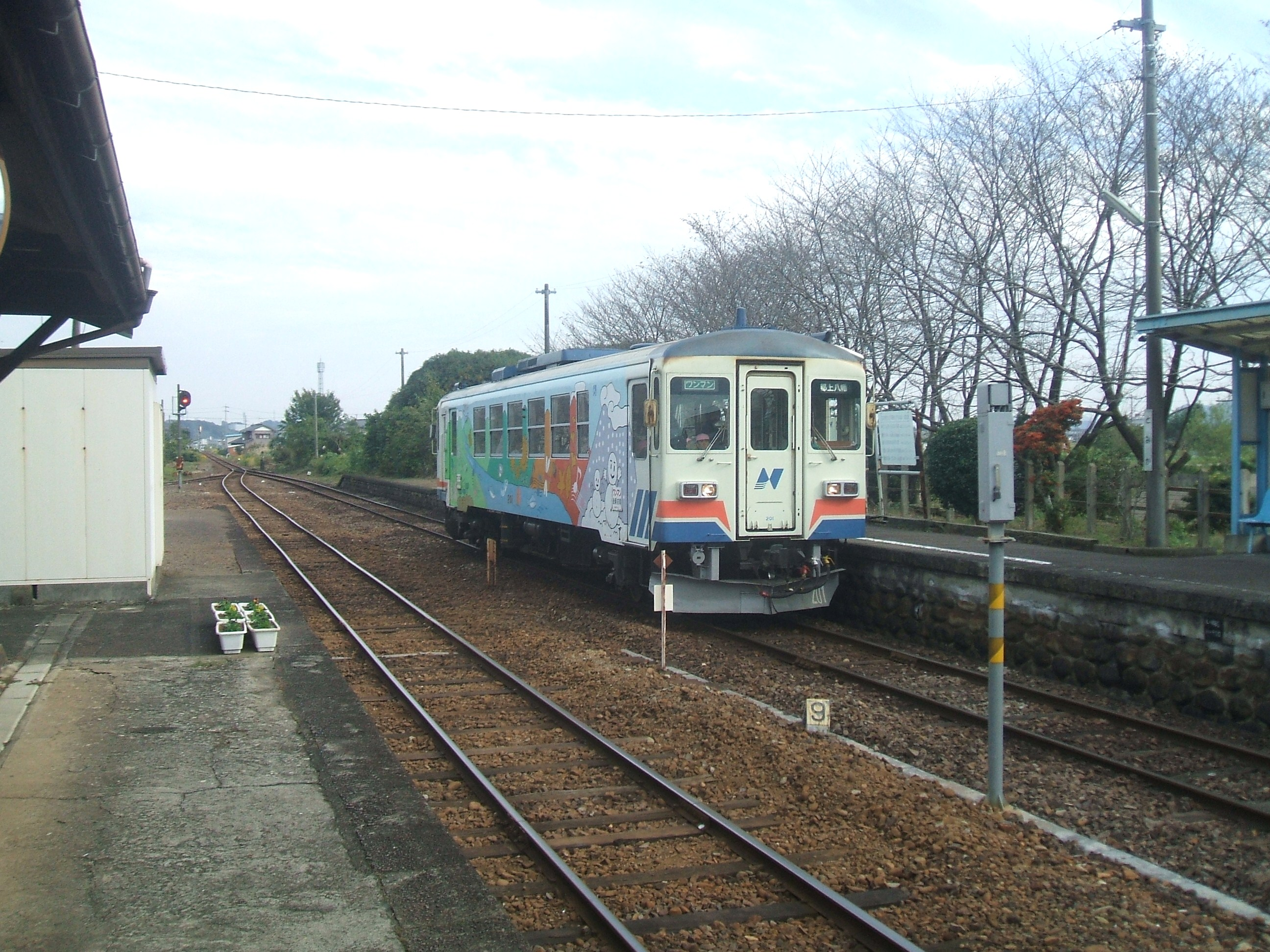
停車中のナガラ2形（201号車）（2009年10月）
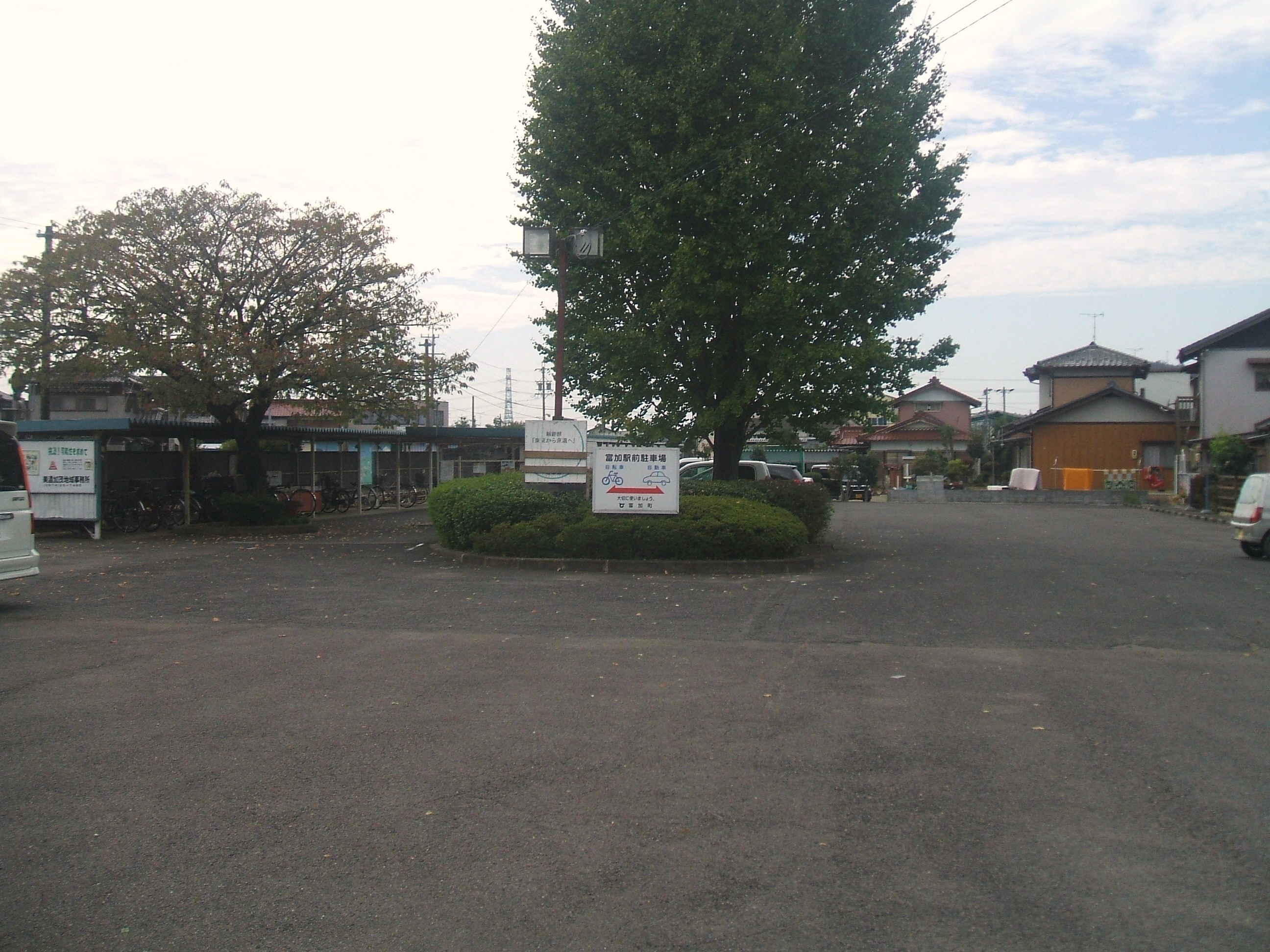
駅前駐車場（2009年10月）

### 駅スタンプ
長良川鉄道では、国鉄時代の「わたしの旅キャンペーン」のスタンプを復刻したスタンプラリーと1日乗車券セットを2022年から発売（発売額は通常1日乗車券と同額）している。この駅のスタンプも用意されているが、直営駅では無いため、関で押印することとなる。

## 利用状況
| 年度               | 1日平均乗車人員 |
| ------------------ | --------------- |
| 2011年（平成23年） | 76              |
| 2012年（平成24年） | 96              |
| 2013年（平成25年） | 76              |
| 2014年（平成26年） | 89              |
| 2015年（平成27年） | 90              |

## 駅周辺
- 半布里遺跡
- 半布里戸籍
  - 日本最古の戸籍、「半布里戸籍」大宝2年（西暦702年）の故知で知られる。（奈良県正倉院所蔵）現富加町役場の周りはこの戸籍の故知として唯一特定出来る遺跡である。周りには関連の遺跡が多い。富加町夕田の郷土資料館には戸籍のレプリカが展示してある。発掘調査の出土品等多数展示あり。
- 富加町役場
- 富加郵便局
- 富加町立富加小学校
- 美濃加茂市富加町中学校組合立双葉中学校
- 岐阜県道364号大平賀富加停車場線
- JAめぐみのコミュニティー駅前
- 道の駅半布里の郷 とみか

以前は、現在の関市寺尾から国道418号を経由して美濃加茂市伊深天王を経由し上廿屋まで岐阜バスが走っていた。

## 隣の駅
長良川鉄道
■越美南線
加茂野駅（2） - 富加駅（3） - 関富岡駅（4）